# Velika nagrada Turčije 2011
Velika nagrada Turčije 2011 je bila četrta dirka Svetovnega prvenstva Formule 1 v sezoni 2011. Odvijala se je 8. maja 2011 na dirkališču Istanbul Park v Carigradz. Zmagal je Sebastian Vettel, Red Bull-Renault, drugo mesto je osvojil Mark Webber, Red Bull-Renault, tretje pa Fernando Alonso, Ferrari.

## Rezultati

### Kvalifikacije
| Poz | Št | Dirkač             | Konstruktor          | 1. del    | 2. del   | 3. del    | Št. m. |
| --- | -- | ------------------ | -------------------- | --------- | -------- | --------- | ------ |
| 1   | 1  | Sebastian Vettel   | Red Bull-Renault     | 1:27,039  | 1:25,610 | 1:25,049  | 1      |
| 2   | 2  | Mark Webber        | Red Bull-Renault     | 1:27,090  | 1:26,075 | 1:25,454  | 2      |
| 3   | 8  | Nico Rosberg       | Mercedes             | 1:27,514  | 1:25,801 | 1:25,574  | 3      |
| 4   | 3  | Lewis Hamilton     | McLaren-Mercedes     | 1:27,091  | 1:26,066 | 1:25,595  | 4      |
| 5   | 5  | Fernando Alonso    | Ferrari              | 1:27,349  | 1:26,152 | 1:25,851  | 5      |
| 6   | 4  | Jenson Button      | McLaren-Mercedes     | 1:27,374  | 1:26,485 | 1:25,982  | 6      |
| 7   | 10 | Vitalij Petrov     | Renault              | 1:27,475  | 1:26,654 | 1:26,296  | 7      |
| 8   | 7  | Michael Schumacher | Mercedes             | 1:27,697  | 1:26,121 | 1:26,646  | 8      |
| 9   | 9  | Nick Heidfeld      | Renault              | 1:27,901  | 1:26,740 | 1:26,659  | 9      |
| 10  | 6  | Felipe Massa       | Ferrari              | 1:27,013  | 1:26,395 | brez časa | 10     |
| 11  | 11 | Rubens Barrichello | Williams-Cosworth    | 1:28,246  | 1:26,764 |           | 11     |
| 12  | 14 | Adrian Sutil       | Force India-Mercedes | 1:27,392  | 1:27,027 |           | 12     |
| 13  | 15 | Paul di Resta      | Force India-Mercedes | 1:27,625  | 1:27,145 |           | 13     |
| 14  | 12 | Pastor Maldonado   | Williams-Cosworth    | 1:27,396  | 1:27,236 |           | 14     |
| 15  | 17 | Sergio Pérez       | Sauber-Ferrari       | 1:27,778  | 1:27,244 |           | 15     |
| 16  | 18 | Sébastien Buemi    | Toro Rosso-Ferrari   | 1:27,620  | 1:27,255 |           | 16     |
| 17  | 19 | Jaime Alguersuari  | Toro Rosso-Ferrari   | 1:28,055  | 1:27,572 |           | 17     |
| 18  | 20 | Heikki Kovalainen  | Lotus-Renault        | 1:28,780  |          |           | 18     |
| 19  | 21 | Jarno Trulli       | Lotus-Renault        | 1:29,673  |          |           | 19     |
| 20  | 25 | Jérôme d'Ambrosio  | Virgin-Cosworth      | 1:30,445  |          |           | 23     |
| 21  | 23 | Vitantonio Liuzzi  | HRT-Cosworth         | 1:30,692  |          |           | 20     |
| 22  | 24 | Timo Glock         | Virgin-Cosworth      | 1:30,813  |          |           | 21     |
| 23  | 22 | Narain Kartikejan  | HRT-Cosworth         | 1:31,564  |          |           | 22     |
| 24  | 16 | Kamui Kobajaši     | Sauber-Ferrari       | brez časa |          |           | 24     |

### Dirka
| Poz | Št | Dirkač             | Konstruktor          | Krogi | Čas/Odstop  | Št. m. | Toč |
| --- | -- | ------------------ | -------------------- | ----- | ----------- | ------ | --- |
| 1   | 1  | Sebastian Vettel   | Red Bull-Renault     | 58    | 1:30:17,558 | 1      | 25  |
| 2   | 2  | Mark Webber        | Red Bull-Renault     | 58    | +8,807      | 2      | 18  |
| 3   | 5  | Fernando Alonso    | Ferrari              | 58    | +10,075     | 5      | 15  |
| 4   | 3  | Lewis Hamilton     | McLaren-Mercedes     | 58    | +40,232     | 4      | 12  |
| 5   | 8  | Nico Rosberg       | Mercedes             | 58    | +47,539     | 3      | 10  |
| 6   | 4  | Jenson Button      | McLaren-Mercedes     | 58    | +59,431     | 6      | 8   |
| 7   | 9  | Nick Heidfeld      | Renault              | 58    | +1:00,857   | 9      | 6   |
| 8   | 10 | Vitalij Petrov     | Renault              | 58    | +1:08,168   | 7      | 4   |
| 9   | 18 | Sébastien Buemi    | Toro Rosso-Ferrari   | 58    | +1:09,394   | 16     | 2   |
| 10  | 16 | Kamui Kobajaši     | Sauber-Ferrari       | 58    | +1:18,021   | 24     | 1   |
| 11  | 6  | Felipe Massa       | Ferrari              | 58    | +1:19,823   | 10     |     |
| 12  | 7  | Michael Schumacher | Mercedes             | 58    | +1:25,444   | 8      |     |
| 13  | 14 | Adrian Sutil       | Force India-Mercedes | 57    | +1 krog     | 12     |     |
| 14  | 17 | Sergio Pérez       | Sauber-Ferrari       | 57    | +1 krog     | 15     |     |
| 15  | 11 | Rubens Barrichello | Williams-Cosworth    | 57    | +1 krog     | 11     |     |
| 16  | 19 | Jaime Alguersuari  | Toro Rosso-Ferrari   | 57    | +1 krog     | 17     |     |
| 17  | 12 | Pastor Maldonado   | Williams-Cosworth    | 57    | +1 krog     | 14     |     |
| 18  | 21 | Jarno Trulli       | Lotus-Renault        | 57    | +1 krog     | 19     |     |
| 19  | 20 | Heikki Kovalainen  | Lotus-Renault        | 56    | +2 kroga    | 18     |     |
| 20  | 25 | Jérôme d'Ambrosio  | Virgin-Cosworth      | 56    | +2 kroga    | 23     |     |
| 21  | 22 | Narain Kartikejan  | HRT-Cosworth         | 55    | +3 krogi    | 22     |     |
| 22  | 23 | Vitantonio Liuzzi  | HRT-Cosworth         | 53    | +5 krogov   | 20     |     |
| Ods | 15 | Paul di Resta      | Force India-Mercedes | 44    | Kolo        | 13     |     |
| DNS | 24 | Timo Glock         | Virgin-Cosworth      | 0     | Menjalnik   | 21     |     |